# Dionex
Die Dionex Corporation (NASDAQ: DNEX), kurz auch Dionex, ist ein US-amerikanisches Technologieunternehmen mit Sitz in Sunnyvale (Kalifornien). Die Firma entwickelt, produziert, verkauft und wartet Chromatographie- und Extraktionssysteme sowie Datenbankmanagementsysteme für die Bereiche pharmazeutische Industrie und Umwelttechnik, Life Science und Biotechnologie. Produktionsstandorte und Tochterunternehmen gibt es auch in Deutschland (u. a. Dionex Softron GmbH). Seit 2011 ist Dionex Teil der Thermo Fisher Scientific Unternehmensgruppe.

## Geschichte
Der Vorläufer der Dionex Corporation entstand im Jahr 1975 als Hersteller von Ionenchromatographie-Produkten. 1998 wurde die in Germering bei München ansässige Softron GmbH und mit ihr der deutsche HPLC-Hersteller Gynkotek und das Datensystem Chromeleon übernommen. Ende 2010 wurde angekündigt, dass Thermo Fisher Scientific Dionex für knapp 1,6 Mrd. Euro übernimmt. Seit dem 17. Mai 2011 ist Dionex offiziell ein Teil der Thermo Fisher Scientific Unternehmensgruppe.

## Produkte
Hauptprodukte des Unternehmens sind
- ASE (Accelerated Solvent Extraction)
- Ionenchromatographie
- Flüssigchromatographie (HPLC) und dessen Massenspektrometrie-Kopplung (HPLC-MS)
- Labordatensysteme (Chromeleon)